# Meanstreak (groupe)
Meanstreak était un groupe de thrash metal américain entièrement féminin originaire de Westchester, New York, États-Unis.

## Biographie
Actif de 1985 à 1994, le groupe a sorti un unique album, intitulé Roadkill, en 1988. Meanstreak a été l'un des premiers groupes entièrement féminins de thrash metal de l'histoire, et a figuré en première partie lors de concerts de groupes tels que Manowar, Overkill, Motörhead, Anthrax ou Dream Theater.
Le groupe est d'abord fondé par les guitaristes Marlene Apuzzo et Rena Sands. Bettina France les rejoint plus tard en tant que chanteuse, suivie par Lisa Pace à la guitare basse et Diane Keyser à la batterie. Keyser quitte le groupe peu de temps après l'enregistrement de Roadkill et est remplacée par Yael Devan, qui rejoindra par la suite My Ruin.
Le groupe sort une démo en 1992, produite par Mike Portnoy. Toutefois, et malgré l'écriture déjà terminée de quelques pistes pour un second album, le tournant observé à cette époque vers une scène plus grunge force le groupe à changer plusieurs fois de membres, et il finit par se séparer.
Rena Sands, Lisa Pace et Marlene Apuzzo ont épousé respectivement le guitariste John Petrucci, le bassiste John Myung et le batteur Mike Portnoy, alors tous membres du groupe de metal progressif Dream Theater.